# آنیون سیکلوپنتادی‌انیل
در شیمی، آنیون سیکلوپنتادی‌انیل(به انگلیسی: Cyclopentadienyl) یا سیکلوپنتادی‌انید(به انگلیسی: cyclopentadienide) یک گونه آروماتیک با فرمول شیمیایی [C
5H
5]−
 است که به اختصار −Cp نمایش داده می شود. این گونه از پروتون‌زدایی مولکول سیکلوپنتادی‌ان تشکیل می شود.